# Азеотропна суміш

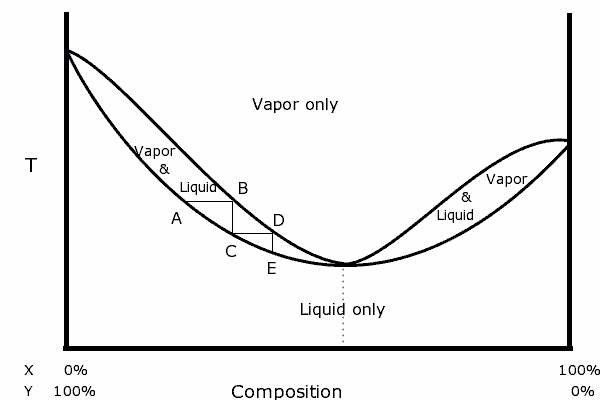
Фазова діаграма азеотропної суміші з температурою кипіння, нижчій за температуру кипіння низькокиплячого компонента

Азеотро́пна су́міш — суміш рідин, яка за певного тиску кипить при сталій температурі і не змінює складу при перегонці (однаковий склад рідкої та парової фаз). Спочатку азеотропні суміші розглядались як хімічні сполуки, але Д. П. Коновалов довів помилковість такого погляду.

## Загальний опис
Існують азеотропні суміші, що киплять при температурі, нижчій за температуру кипіння низькокиплячого компонента, і азеотропні суміші, що киплять при температурі, вищій за температуру кипіння висококиплячого компонента. Утворення азеотропних сумішей робить неможливим одержання деяких 100%-их кислот (азотної, соляної) та абсолютного спирту перегонкою їхніх водних розчинів.
При зміні тиску змінюється не тільки температура кипіння, але й склад азеотропної суміші, цим вони відрізняються від чистих рідин.
Азеотропні суміші здатні утворювати рідини з обмеженою взаємною розчинністю. Оскільки умова кипіння такої суміші — рівність суми парціальних тисків компонент (близьких до тисків парів кожної компоненти при даній температурі) зовнішньому тиску, то їх температури кипіння завжди нижчі за температури кипіння обох компонент, що використовується в азеотропній сушці.